# Pseudotremia unca
Pseudotremia unca är en mångfotingart som beskrevs av Shear 1972. Pseudotremia unca ingår i släktet Pseudotremia och familjen Cleidogonidae. Inga underarter finns listade i Catalogue of Life.